# Dmîtrivka (Sovietskîi)
Dmîtrivka (în ucraineană Дмитрівка) este localitatea de reședință a comunei Dmîtrivka din raionul Sovietskîi, Republica Autonomă Crimeea, Ucraina.

## Demografie
Componența lingvistică a localității Dmîtrivka
     Rusă (71,3%)
     Ucraineană (17,17%)
     Tătară crimeeană (11,03%)
     Alte limbi (0,24%)
Conform recensământului din 2001, majoritatea populației localității Dmîtrivka era vorbitoare de rusă (71,3%), existând în minoritate și vorbitori de ucraineană (17,17%) și tătară crimeeană (11,03%).